# 菱叶常春藤
菱叶常春藤（学名：Hedera rhombea）为五加科常春藤属下的一个种。亦可稱為台灣常春藤。

## 扩展阅读
- 維基物種上的相關：菱叶常春藤